# Mont Maru (Esan)
Pour les articles homonymes, voir Mont Maru et Mont Maru (Hiroo).
Le mont Maru (丸山, Maru-yama) est un stratovolcan de la péninsule de Kameda culminant à 691 m d'altitude à Hakodate en Hokkaidō au Japon. Le mont Maru est également appelé Esan Maruyama (恵山丸山) pour le distinguer d'autres monts Maru et en raison de son association avec le proche mont E.

## Géologie
Le mont Maru est composé de roches volcaniques mafiques et non-alcalines. Ce volcan andésitique est couronné d'un dôme de lave.
La dernière activité volcanique du mont Maru date de quelque 200 000 ans.